# Gubernatorzy generalni Sierra Leone
Gubernator generalny Sierra Leone – funkcja istniejąca w systemie politycznym Sierra Leone od uzyskania przez to państwo niepodległości w 1961 do wprowadzenia w nim systemu republikańskiego w 1971. Gubernatorzy generalni reprezentowali monarchę brytyjskiego, będącego formalną głową państwa, i wykonywali w jego imieniu wszystkie jego uprawnienia (choć w praktyce wyłącznie na wniosek rządu).

## Lista gubernatorów generalnych
| od   | do   | osoba                     |
| ---- | ---- | ------------------------- |
| 1961 | 1962 | Maurice Henry Dorman      |
| 1962 | 1967 | Henry Lightfoot Boston    |
| 1967 | 1968 | Andrew Juxon-Smith (p.o.) |
| 1968 | 1968 | John Amadu Bangura (p.o.) |
| 1968 | 1971 | Banja Tejan-Sie           |
| 1971 | 1971 | Christopher Okoro Cole    |